# 西安神社
42°56′33″N 125°08′57″E / 42.94241°N 125.149063°E
西安神社是曾位于满洲国奉天省（后归四平省）西安县（今中国吉林省辽源市西安区）的神社。祭神为天照大神、丰受大神、大山祗大神等。

## 概况
西安神社位于今吉林省辽源市西安区东山街道东升社区，满洲国初期属奉天省西安县。满洲国时期，日满合资公司满洲炭矿株式会社负责管理西安炭矿，成立西安矿业所。后西安矿业所提出在西安当地设神社作为日本员工的精神寄托，受到当地日本居民支持。西安神社最终由西安矿业所兴建、管理，时任满洲炭矿总办河本大作请日本设计师进行设计。该神社于1935年5月奠基，8月21日举行地镇祭，9月20日举行起工仪式，由西安县县长关义铎派百余名劳工开始施工，10月竣工，11月5日举行镇座祭。:228,229,279
神社面积2,770平方米，本殿为一间社流造；拜殿为钢筋混凝土结构，入母屋造，面积为42.5平方米。神社有鸟居、石灯笼、石碑、手水钵、入口石阶。:279

## 参拜者
西安神社是日本人在西安县参拜的主场所，供满洲炭矿员工和当地日本侨民等使用，但禁止普通的中国人参拜。当时的氏子有约1,120人。由于地近关东军司令部，每天早晨有日本军人集体参拜。:228,229,279
该神社位于西安矿业所职工住宅区域内名为“东山”的山丘上。该住宅区域有铁丝网防护，中国人之中只有西安炭矿的高级技术员允许进入。:229,232西安炭矿的教习所培训中国人技术员，教习所的中国学生在日本的重大节日和接受军训时会参拜该神社。

## 祭拜活动
西安神社的例祭为每年5月20日、9月25日。:467
| 日期           | 活动                 |
| -------------- | -------------------- |
| 1939年2月10日  | 战殁社员慰灵祭       |
| 1941年9月6日   | 日满殉职者慰灵祭     |
| 1941年12月13日 | 大东亚战争战捷祈愿祭 |
| 1941年12月21日 | 战捷祈愿临时大祭     |

## 现状

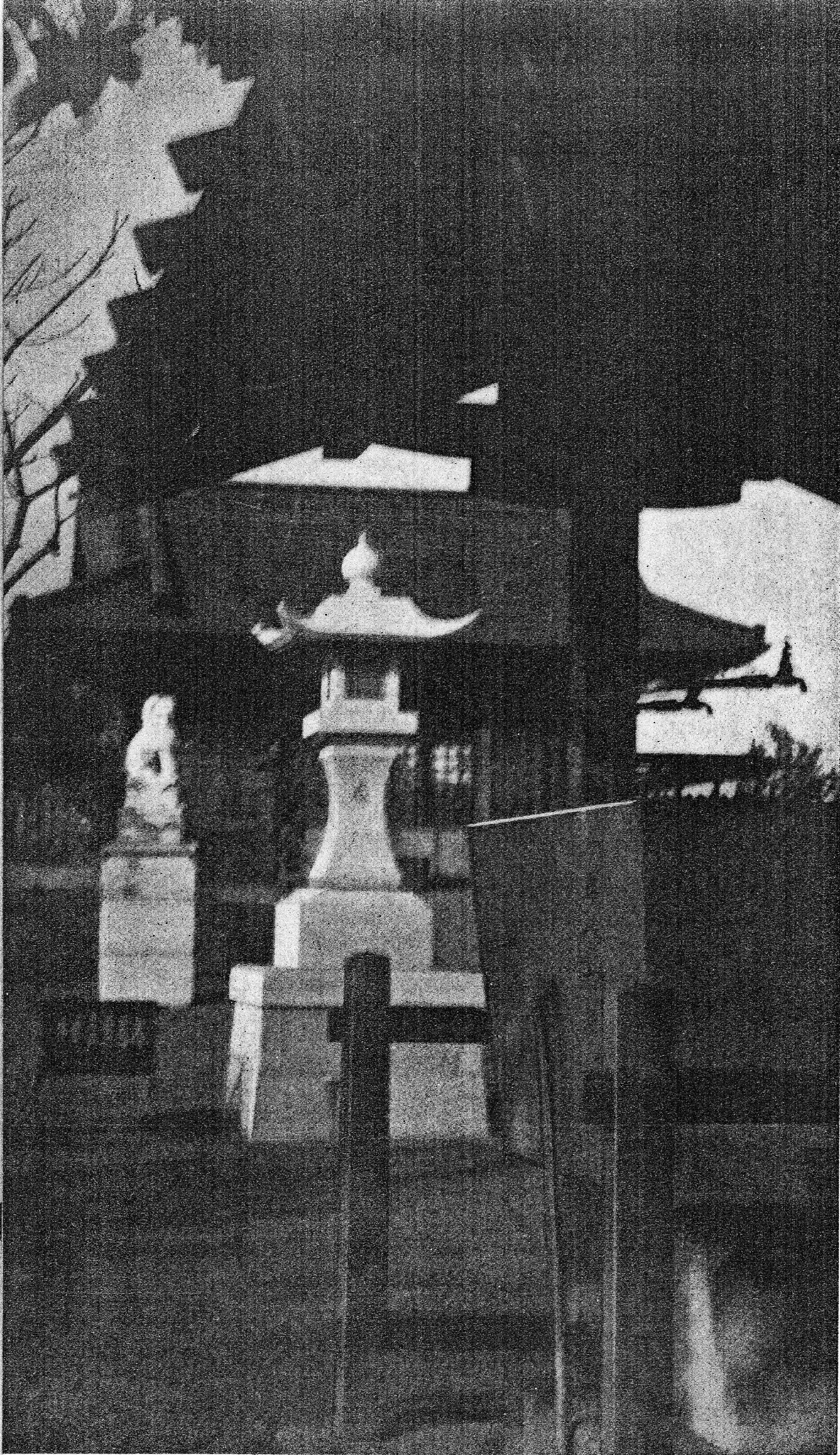
1940年代西安神社的石灯笼和手水钵（右侧）

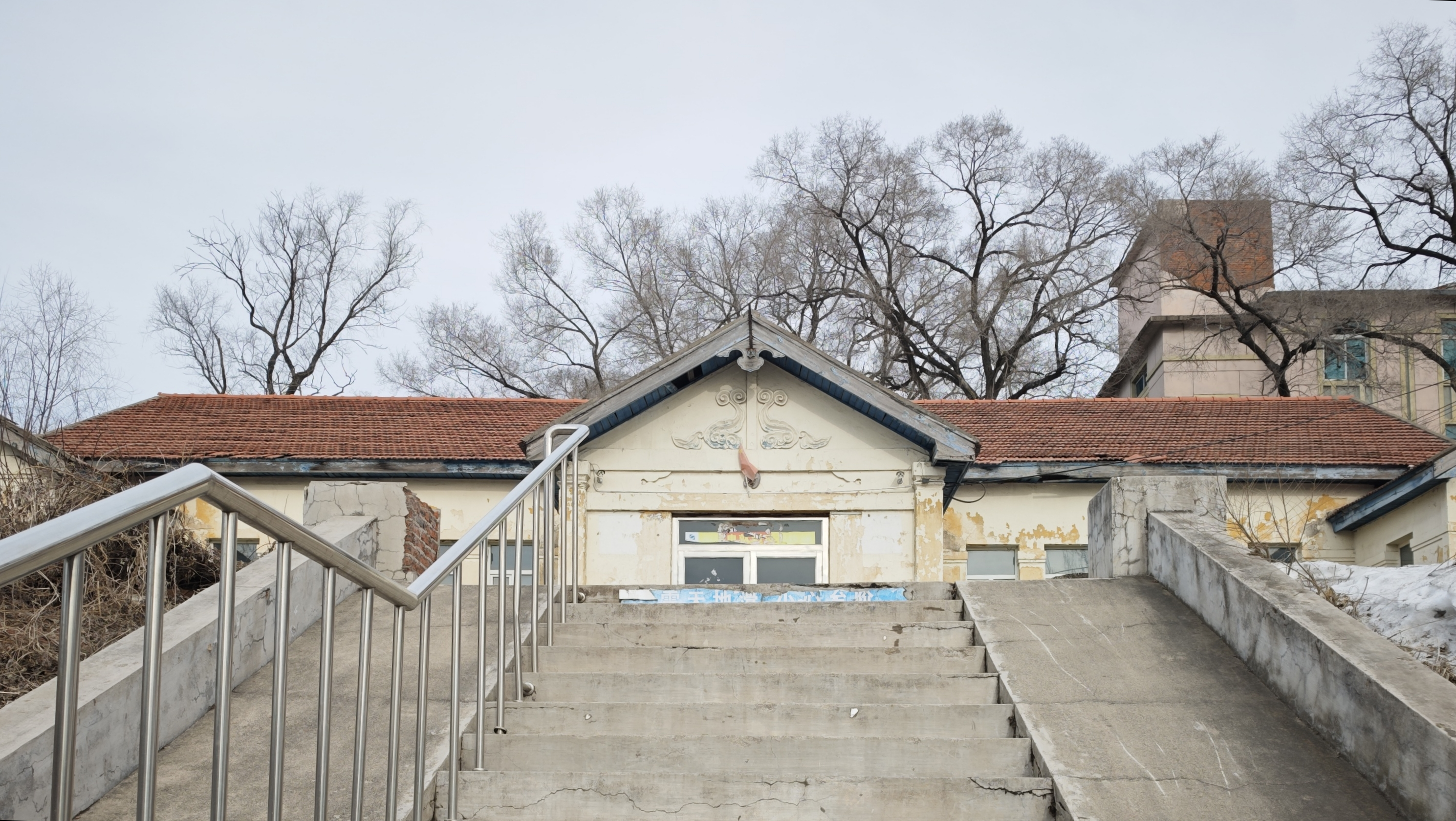
2025年仍存的西安神社拜殿

西安神社旧址曾先后被用作辽源矿务局广播站和辽源矿务局东山俱乐部。其本殿已不存，拜殿两侧增建了附属房屋，房顶形状有所改变。此外，依据2006年的调查结果，旧址仍存有神社修建时的手水钵和残缺的石灯笼。:228,229,279此后该石灯笼被修复，与手水钵都陈列于辽源煤矿死难矿工文物馆。2017年，西安神社列入辽源市文物保护单位，交由辽源市人民政府管理。

## 关联条目
- 抚顺神社